# (14846) Lampedusa
(14846) Lampedusa ist ein Asteroid des Hauptgürtels, der am 29. Januar 1989 am Observatorium San Vittore (IAU-Code 552) in Bologna entdeckt wurde.
Benannt wurde der Asteroid am 9. Januar 2001 nach dem italienischen Schriftsteller und Literaturwissenschaftler Giuseppe Tomasi di Lampedusa (1896–1957), der vor allem durch seinen Roman Il Gattopardo bekannt wurde.